# Herman Wouk
Herman Wouk, född 27 maj 1915 i New York, död 17 maj 2019 i Palm Springs, Kalifornien, var en amerikansk författare. Wouk är bland annat känd för romanerna Myteriet på Caine (för vilken han erhöll Pulitzerpriset 1952), Krigets vindar och Krig och hågkomst.

## Biografi
Wouk föddes i New York i en judisk familj som hade emigrerat från Ryssland. Efter barndom och ungdomsår i Bronx och studier vid Townsend Harris High School, studerade han vid Columbia University 1934. Därefter arbetade han vid radio i fem år. Hans första roman, The Man in the Trenchcoat, gavs ut 1941.  
Wouk tjänstgjorde vid USA:s flotta som officer på två olika minsvepare, USS Zane och USS Southard. Han påbörjade sin andra roman, Aurora Dawn, under fritiden som uppstod ombord. Romanen gavs ut 1947. Hans tredje roman, City Boy, blev en kommersiell besvikelse då den gavs ut 1948.
Hans nästa roman, Myteriet på Caine (1951), som vann Pulitzerpriset 1952 och blev en bästsäljare, behandlar hans krigserfarenheter ombord på minsvepare under andra världskriget. Myteriet på Caine omarbetades till en Broadwaypjäs, The Caine Mutiny Court Martial, och filmatiserades 1954 med Humphrey Bogart i rollen som Lt. Commander Philip Francis Queeg, kapten på den fiktiva DMS Caine.  
Han gifte sig med Betty Sarah Brown 1945, med vilken han fick tre söner och blev författare på heltid 1946. Hans förstfödda son, Abraham Isaac Wouk, dog i en olycka som barn och Wouk dedicerade romanen Krig och hågkomst (1978) till honom.
Hans romaner efter Myteriet på Caine är exempelvis Marjorie Morningstar (1955), Youngblood Hawke (1962) och Kom låt oss dansa calypso (1965). Wouks första verk av ickefiktiv natur This is My God gavs ut (1959) och är en beskrivning av ortodox judendom.  
Under 1970-talet, gav Wouk ut sina två mest ambitiösa romaner, Krigets vindar (1971) och Krig och hågkomst (1978). Båda romanerna filmatiserades som framgångsrika miniserier, Krigets vindar (1983) och Krig och hågkomst (1988–1989). Båda serierna regisserades av Dan Curtis och i båda spelade Robert Mitchum huvudrollen som Victor "Pug" Henry.